# St. Margaretha (Grafenhaun)

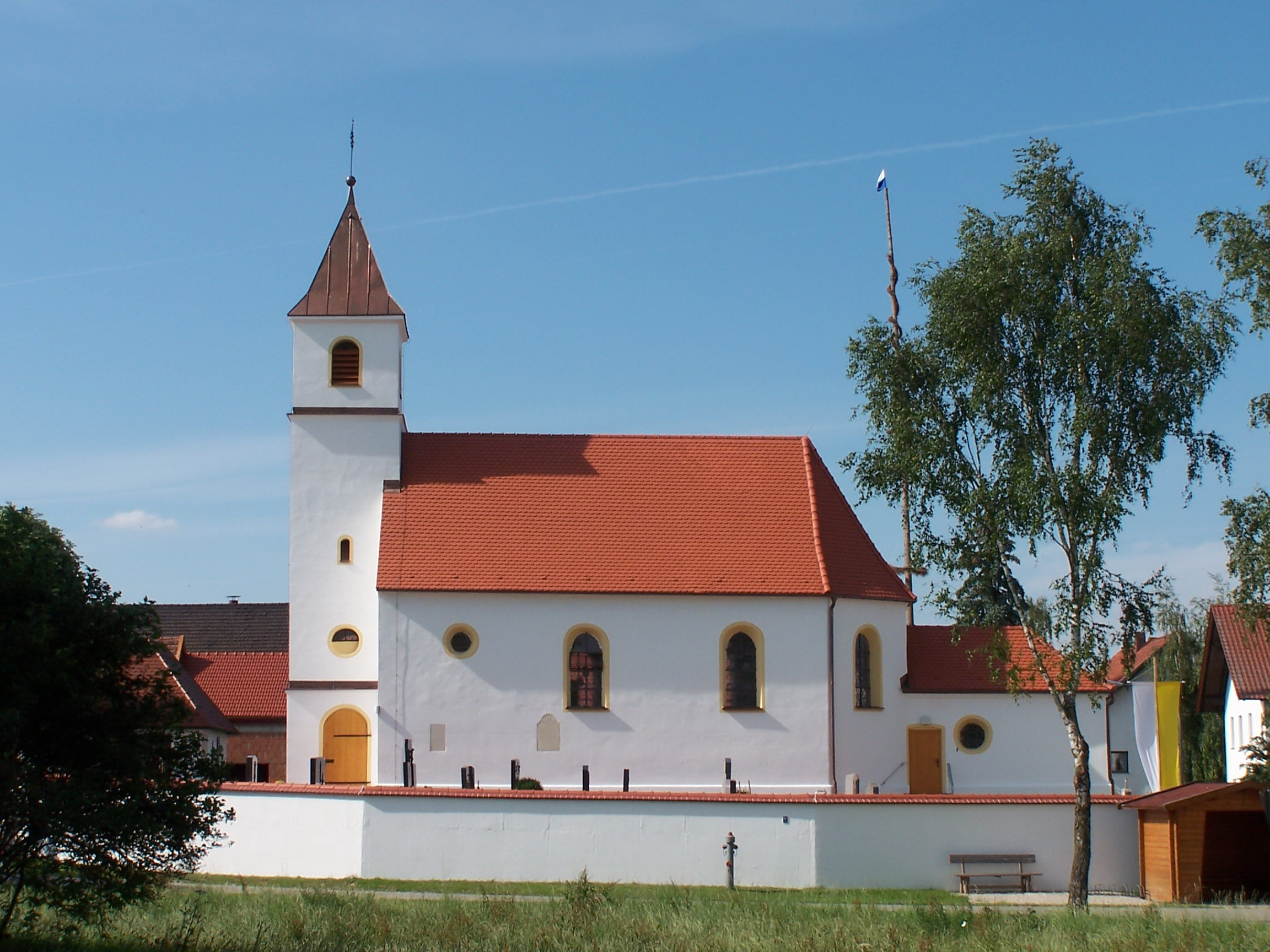
Außenansicht der Filialkirche St. Margareta von Süden

Die römisch-katholische Filialkirche St. Margaretha in Grafenhaun, einem Ortsteil der Gemeinde Hohenthann im niederbayerischen Landkreis Landshut, ist eine barocke Saalkirche, die in den Jahren 1717 bis 1719 anstelle eines älteren Vorgängerbaus errichtet wurde. Das der heiligen Margareta von Antiochia (Gedenktag: 20. Juli) geweihte Gotteshaus ist eine Filialkirche der Pfarrei St. Laurentius in Hohenthann. Es ist als Baudenkmal mit der Nummer D-2-74-141-17 beim Bayerischen Landesamt für Denkmalpflege eingetragen.

## Beschreibung
Die nach Osten ausgerichtete Saalkirche besteht aus einem Langhaus zu drei Fensterachsen und einem nicht ausgeschiedenen Chor, der in drei Polygonseiten geschlossen ist. Der ansonsten schlichte, weiß getünchte Bau wird von rundbogigen Fensteröffnungen mit gelben Lisenen gegliedert. Im rückwärtigen Langhausjoch befinden sich lediglich kleine Rundfenster auf der Höhe der Empore, die ebenfalls von gelben Lisenen berandet sind. Am Chorscheitel ist die Sakristei angebaut, auf der Westseite des Langhauses der durch zwei Absätze gegliederte Turm mit einer kurzen, spitzen Haube, die an ein Pyramidendach erinnert. Durch das Turmerdgeschoss erfolgt der Zugang zum Innenraum, der von einer Flachdecke überspannt wird.

### Orgel
Die Orgel der Filialkirche St. Margareta wurde im Jahr 1885 von Franz Strauß aus Landshut erbaut und ist heute als Denkmalorgel eingestuft. Das rein mechanische Schleifladeninstrument in neuromanischem Prospekt umfasst sechs Register auf einem Manual und einem fest Koppel angekoppelten Pedal. Die Disposition lautet folgendermaßen:
| I Manual C–f3 |           |    |
| 1.            | Gamba     | 8′ |
| 2.            | Gedackt   | 8′ |
| 3.            | Principal | 4′ |
| 4.            | Flöte     | 4′ |
| 5.            | Octav     | 2′ |

| Pedal C–a |           |    |
| 6.        | Violonbaß | 8′ |